# Landenolf II de Capoue
Landenolf II de Capoue, assassiné à Pâques 993, est prince de Capoue de 983 sa mort.

## Règne
Landenolf est le 4e fils de Pandolf Tête de Fer et de son épouse Aloara. Il accède au trône en 983 après la mort de son frère aîné Landolf IV tué en combattant les musulmans aux côtés de l'empereur Othon II du Saint-Empire le 13 juillet 982 lors de la Bataille du cap Colonne en Calabre. Landenolf reçoit l'investiture impériale et rend l'hommage à Othon II. Toutefois comme Landenolf est encore très jeune à cette époque il est placé sous la régence de sa mère et il le restera jusqu'à la mort en de cette dernière vers 992 avant d'être  assassiné en à Pâques 993, après un règne de dix ans et huit mois, à la suite d'une conjuration menée par des habitants de Capoue poussés par son cadet Laidolf, comte de Teano. Landenolf est inhumé le 21 avril dans l'église San Benedetto de Capoue.